# Jalali
Jalali is een nagar panchayat (plaats) in het district Aligarh van de Indiase staat Uttar Pradesh. 

## Demografie
Volgens de Indiase volkstelling van 2001 wonen er 17.451 mensen in Jalali, waarvan 54% mannelijk en 46% vrouwelijk is. De plaats heeft een alfabetiseringsgraad van 39%. 